# Fortuna '54 in het seizoen 1956/57
Het seizoen 1956/1957 was het derde jaar in het bestaan van de Geleense betaaldvoetbalclub Fortuna '54. De club kwam uit in de Nederlandse Eredivisie en eindigde daarin op de tweede plaats. Tevens deed de club mee aan het toernooi om de KNVB Beker, deze werd winnend afgesloten door in de finale Feijenoord met 4–2 te verslaan.

## Wedstrijdstatistieken

### Eredivisie
|       | Ajax  | Amsterdam | BVV   | DOS   | Eindhoven | Elinkwijk | Sportclub Enschede | Feijenoord | GVAV  | MVV   | NAC   | NOAD  | PSV   | Rapid JC | Sparta | VVV   | Willem II |
| ----- | ----- | --------- | ----- | ----- | --------- | --------- | ------------------ | ---------- | ----- | ----- | ----- | ----- | ----- | -------- | ------ | ----- | --------- |
| Thuis | 2 – 3 | 3 – 0     | 4 – 1 | 4 – 1 | 4 – 1     | 8 – 1     | 4 – 1              | 3 – 2      | 3 – 2 | 1 – 1 | 2 – 1 | 0 – 3 | 1 – 3 | 5 – 0    | 1 – 1  | 3 – 1 | 0 – 1     |
| Uit   | 0 – 2 | 1 – 1     | 1 – 3 | 3 – 1 | 1 – 5     | 2 – 2     | 4 – 1              | 4 – 0      | 2 – 0 | 1 – 0 | 0 – 2 | 1 – 2 | 1 – 2 | 0 – 1    | 0 – 0  | 2 – 3 | 2 – 3     |

### KNVB Beker
| 1e ronde                                          | Fortuna '54                                                                                  | 4 – 1 (3 – 1)                      | Maurits                                               |
| 23 augustus 1956 Plaats: Geleen Mauritsstadion    | Bart Carlier 13', –' Bram Appel 30' Wim Huis 60'                                             |                                    | Chris Smits                                           |
| 2e ronde                                          | Limburgia                                                                                    | 1 – 2 (0 – 1)                      | Fortuna '54                                           |
| 4 december 1956 Plaats: Brunssum Venweg           | Leo Cox                                                                                      |                                    | Wim Huis Henk Angenent                                |
| 3e ronde                                          | Fortuna '54                                                                                  | 7 – 0 (5 – 0)                      | Roda Sport                                            |
| 26 december 1956 Plaats: Geleen Mauritsstadion    | Jean Munsters 7' Henk Angenent 12', 27' Bart Carlier 37' André Ravestijn Bram Appel 67', 72' |                                    |                                                       |
| 4e ronde                                          | Helmondia '55                                                                                | 3 – 4 (2 – 2)                      | Fortuna '54                                           |
| 3 maart 1957 Plaats: Helmond De Braak             | Harry Kornuyt 18' Hennie Hollink 24', 52'                                                    |                                    | 5' Bart Carlier 11' Bram Appel 80', 89' Henk Angenent |
| Kwartfinale                                       | SHS                                                                                          | 2 – 3 (1 – 1)                      | Fortuna '54                                           |
| 24 april 1957 Plaats: Den Haag Houtrust           | Jan van Geen 35', 40' (pen.)                                                                 |                                    | 28' Bart Carlier 65' Wim Huis 86' Henk Angenent       |
| Halve finale                                      | ADO                                                                                          | 1 – 2 (1 – 1, 1 – 1) Na verlenging | Fortuna '54                                           |
| 30 mei 1957 Plaats: Den Haag Zuiderparkstadion    | Carol Schuurman 20'                                                                          |                                    | 5' Harry Custers 107' Bram Appel                      |
| Finale                                            | Fortuna '54                                                                                  | 4 – 2 (1 – 2)                      | Feijenoord                                            |
| 16 juni 1957 Plaats: Rotterdam Stadion Feijenoord | Bram Appel 14', 79', 80' Henk Angenent 75'                                                   |                                    | 3' Henk Schouten 44' Toon Meerman                     |

## Statistieken Fortuna '54 1956/1957

### Eindstand Fortuna '54 in de Nederlandse Eredivisie 1956 / 1957
| Stand | Gespeeld | Gewonnen | Gelijk | Verloren | Punten | Doelpunten voor | Doelpunten tegen |
| ----- | -------- | -------- | ------ | -------- | ------ | --------------- | ---------------- |
| 2e    | 34       | 20       | 5      | 9        | 45     | 76              | 48               |

### Topscorers
| #      | Naam               | Goal |
| ------ | ------------------ | ---- |
| 1.     | Henk Angenent      | 22   |
| 2.     | Bram Appel         | 19   |
| 3.     | Bart Carlier       | 12   |
| 4.     | Jean Munsters      | 6    |
| 5.     | Wim Huis           | 5    |
| 5.     | André Ravestijn    | 5    |
| 7.     | Cor van der Hart   | 2    |
| 8.     | Jo Dingena         | 1    |
| 8.     | Driek van 't Hoofd | 1    |
| 8.     | Jan Notermans      | 1    |
| 8.     | Onbekend doelpunt  | 1    |
| –      | Onbekend           | 1    |
| Totaal | Totaal             | 76   |

| #      | Naam            | Goal |
| ------ | --------------- | ---- |
| 1.     | Bram Appel      | 8    |
| 2.     | Henk Angenent   | 7    |
| 3.     | Bart Carlier    | 5    |
| 4.     | Wim Huis        | 3    |
| 5.     | Harry Custers   | 1    |
| 5.     | Jean Munsters   | 1    |
| 5.     | André Ravestijn | 1    |
| Totaal | Totaal          | 26   |